# 富山県道6号富山立山公園線

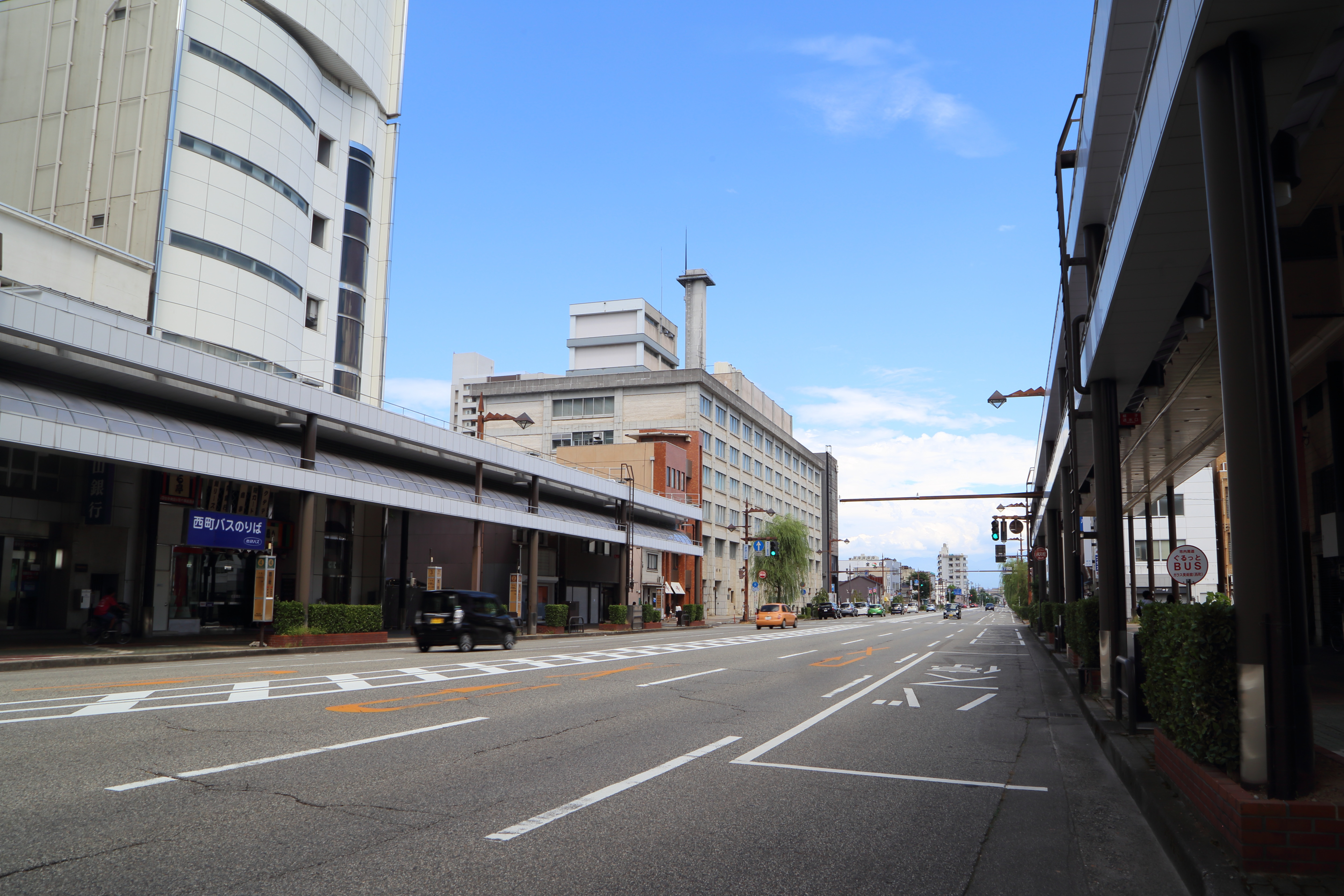
富山市西町交差点横バスターミナルから立山方

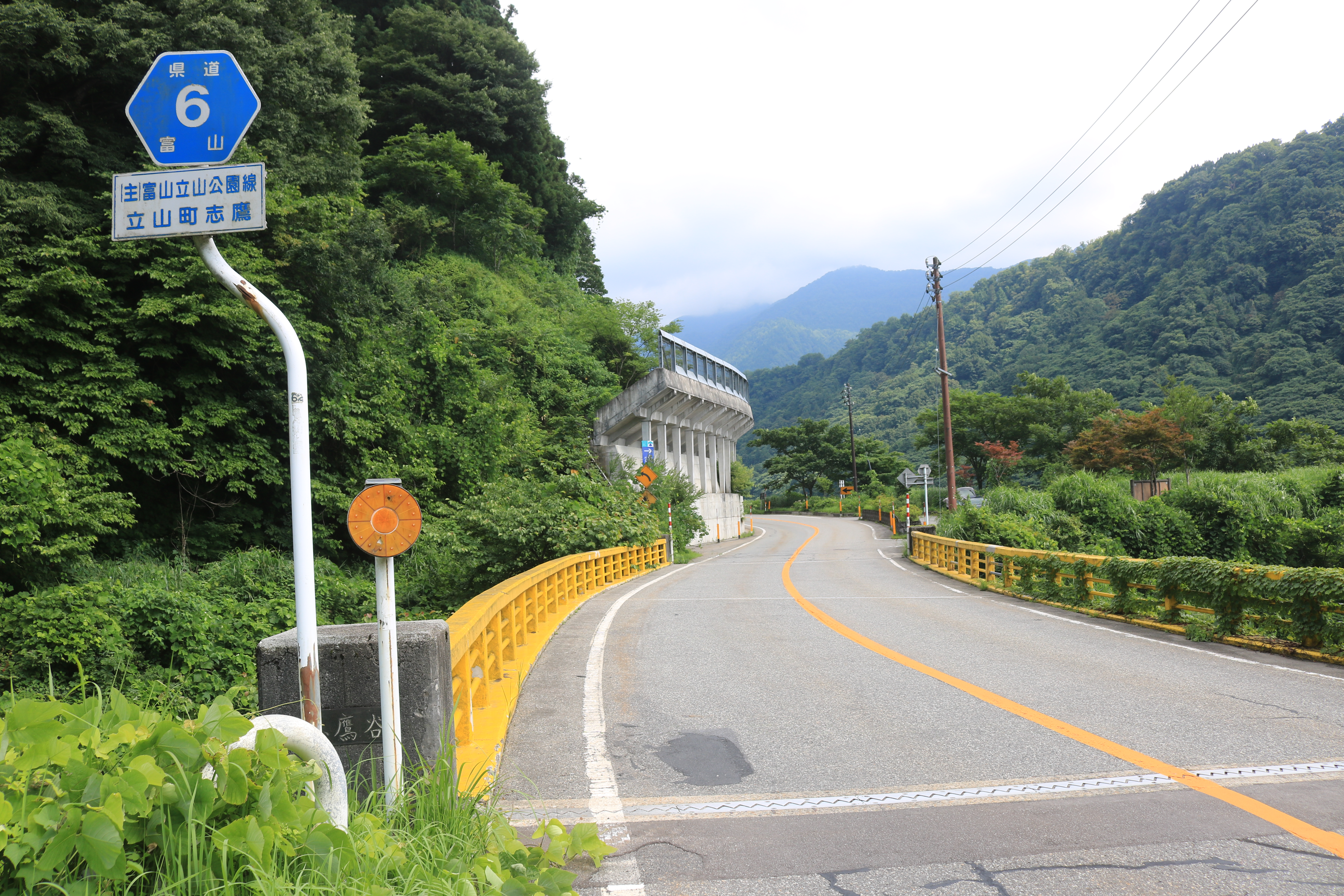
富山県道6号富山立山公園線、中新川郡立山町芦峅寺にて

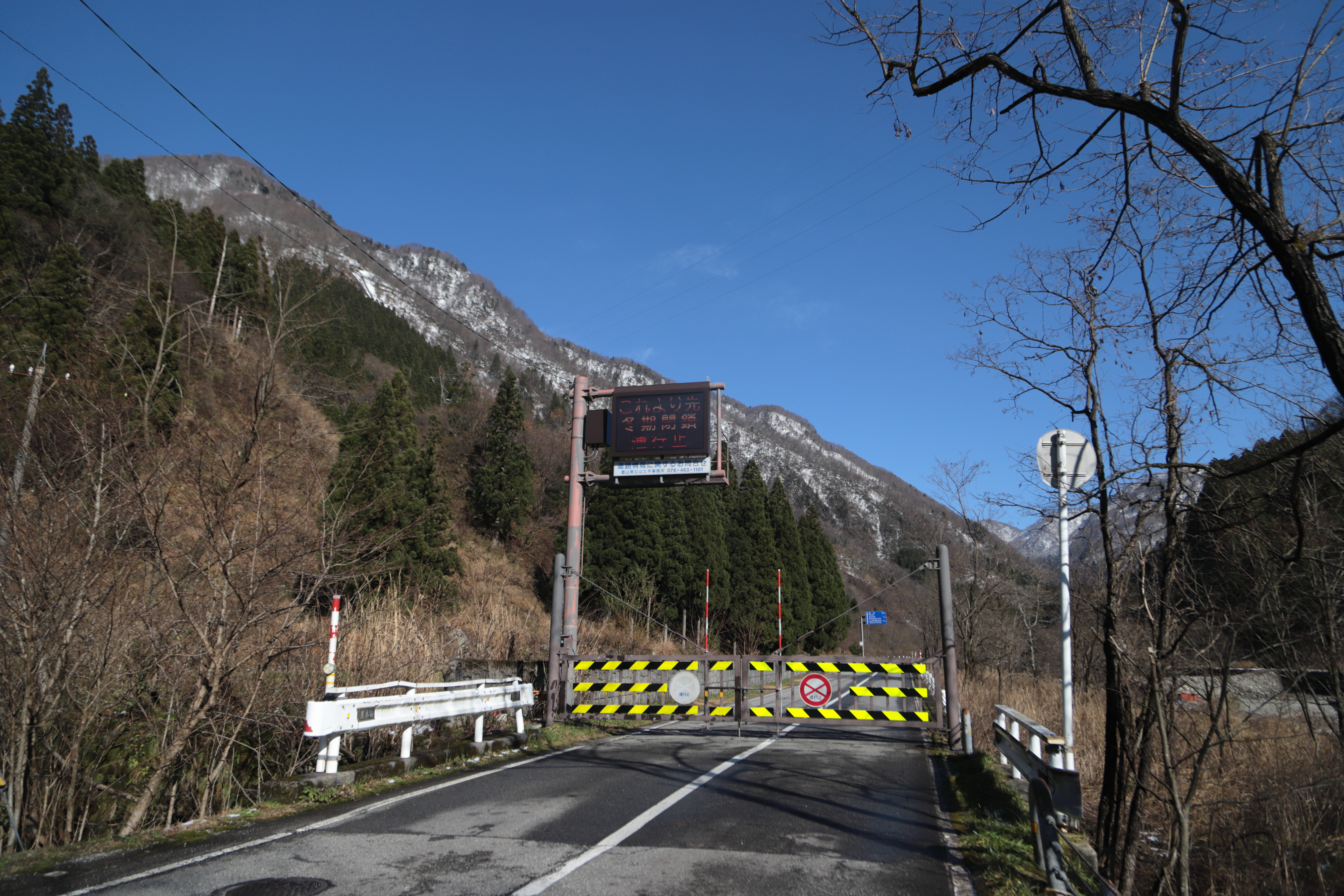
立山町内の山岳部においては冬季通行止めとなる

富山県道6号富山立山公園線（とやまけんどう6ごう とやまたてやまこうえんせん）は、富山県富山市から中新川郡立山町芦峅寺弥陀ヶ原に至る県道（主要地方道）である。

## 沿革
1954年（昭和29年）に立山開発鉄道が立山ケーブルカー（千寿ヶ原 - 美女平間）を開業した。富山県は立山の水力発電事業、自然資源、観光資源の開発を目的に、美女平から先の登山道（幅員0.3から1.5m）を追分まで拡幅して車両通行可能な砂利道として、1億4,000万円をかけて整備を始めた。この区間は1955年（昭和30年）6月に竣工し、道路整備特別措置法に基づく一般有料道路「立山登山道路」として営業を開始した。
しかし、ふもとの千寿ヶ原と美女平の間を結ぶ自動車道がなく、自動車が立山登山道路に乗り入れるには立山ケーブルカーを経由する必要があった。立山登山道路には同じく立山ケーブルカーで運び入れられた観光バスが運行していたが、それ以外では自動車の通行がほとんどなく、1957年度（昭和32年）の1日平均利用台数は21台、売上は19,636円であった。立山登山道路は1970年（昭和45年）3月末をもって料金徴収期間満了となり、4月1日に無料開放された。
この間、富山県、関西電力、北陸電力、立山開発鉄道の4事業者が出資して設立された立山黒部有峰開発株式会社（後の立山黒部貫光）によって観光開発が計画され、追分から室堂までと称名川左岸の桂台から美女平までを結ぶ有料自動車道「立山高原パークライン」（後の立山有料道路）の建設が計画された。追分 - 室堂間は1964年に、桂台 - 美女平間は1970年に開通した。これによって称名川沿いを通る県道弘法称名豊木線と接続され、富山市街から室堂まで自動車での直接アクセスが可能になった。
1971年（昭和46年）4月に立山黒部アルペンルートが開通。同年5月、富山県は立山高原パークラインを買収し、富山県道路公社が管理する立山有料道路となった。1972年6月から11月末までの交通量は桂台 - 美女平間で約16,000台、追分 - 室堂間で約25,000台となった。
なお、立山有料道路は以前より未舗装区間があったため一部はマイカー規制がされていたが、環境保護のため1971年の立山黒部アルペンルート開通と同時に、桂台から立山方面が立山有料道路の全区間を含めマイカー規制となった。

## 路線データ
- 起点：富山県富山市西町（西町交差点、富山県道43号富山上滝立山線 桜橋電車通り）
- 終点：富山県中新川郡立山町芦峅寺弥陀ヶ原

## 略歴
- 1881年（明治14年） - 通称・五百石往来が里道として整備される[6]。
- 1903年（明治36年） - 常願寺川に大日橋が初めて架橋される[6]。
- 1920年（大正9年）4月1日 - 五百石往来が県道富山五百石線（富山市材木町 - 中新川郡五百石町〔現・同郡立山町〕間、9,305 m）として指定。この時点での道幅は5.45mで、当時としては広い道であった[6]。
- 1954年（昭和29年）3月16日 - 道路整備特別措置法に基づく一般有料道路「立山登山道路」（美女平 - 追分間）の建設工事が認可される[1]。
- 1954年（昭和29年）8月13日 - 立山開発鉄道による立山ケーブルカー（立山 - 美女平間）が開業。
- 1955年（昭和30年）6月25日 - 立山登山道路（美女平 - 追分間）が竣工[1]。
- 1955年（昭和30年）7月1日 - 立山登山道路が営業開始[1]。
- 1956年（昭和31年）7月1日 - 立山登山道路が富山県から日本道路公団の管理となる[1]。
- 1964年（昭和39年）7月14日 - 立山黒部有峰開発によって立山高原パークライン（追分 - 室堂間）が開通[7]。
- 1970年（昭和45年）4月1日 - 立山登山道路が料金徴収期間満了のため無料化。富山県の一般県道になる。
- 1970年（昭和45年）11月15日 - 立山高原パークライン（桂台 - 美女平間）が開通[7]。県道弘法称名豊木線と接続され[3]、富山市街から室堂まで自動車での直接アクセスが可能になる。
- 1971年（昭和46年）5月20日 - 富山県が立山高原パークライン（桂台 - 美女平間および追分 - 室堂間）を買収[8]。立山黒部有峰開発から富山県道路公社の管理となる[9]。
- 1976年（昭和51年）1月24日 - 主要地方道への昇格が認可される[10]。
- 1993年（平成5年）5月11日 - 建設省から、県道富山立山公園線が富山立山公園線として主要地方道に指定される[11]。

## 路線状況

### 別名
- 平和通り（富山市）
- 五百石街道（富山市）

### 橋梁
- 富立大橋（富山市 - 中新川郡立山町）

### トンネル
- 千垣トンネル（中新川郡立山町）

### バイパス・有料道路

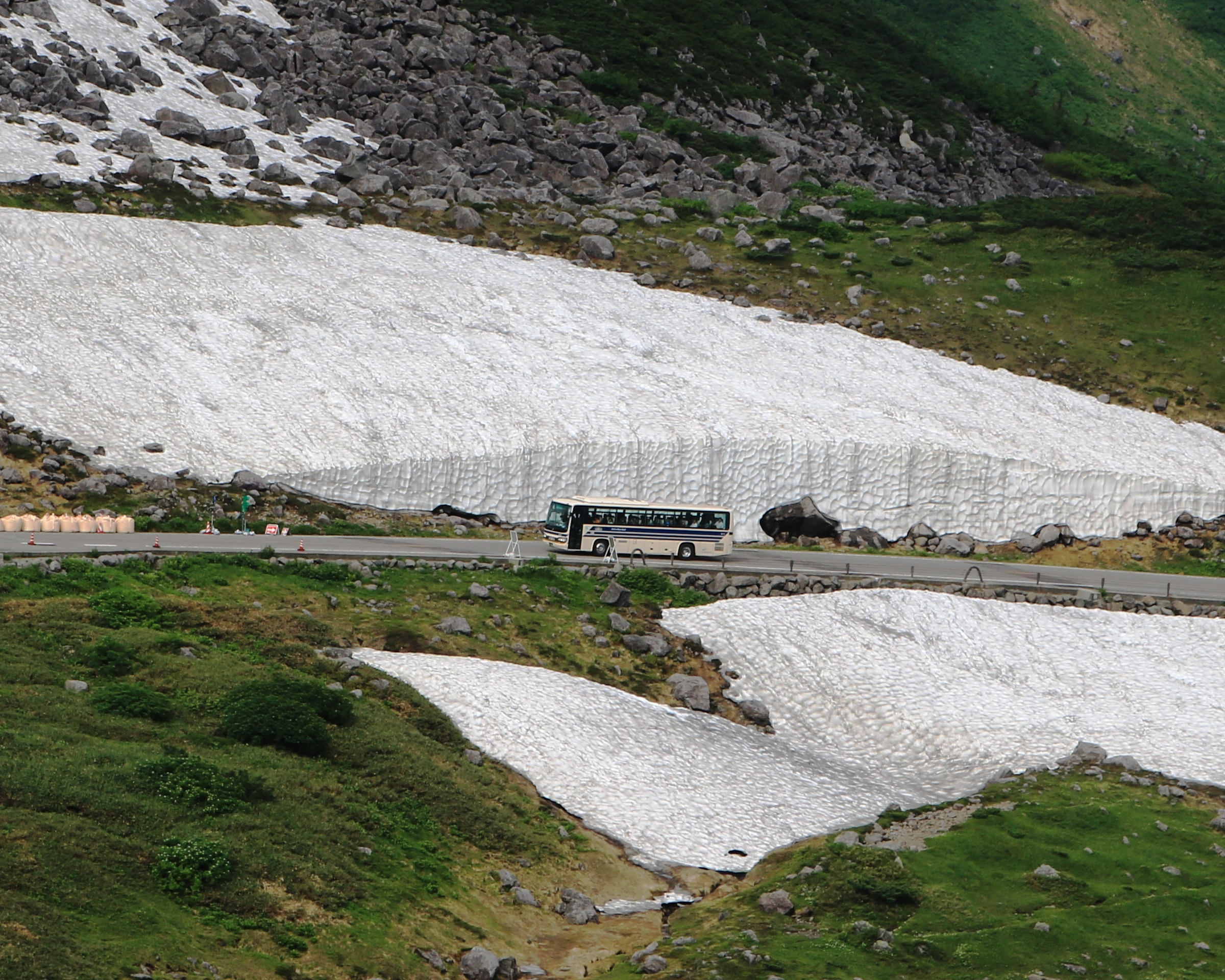
立山有料道路を通る立山高原バス（立山黒部アルペンルート）の室堂バス停留所付近の雪解け後の雪の大谷を通る立山黒部貫光が運行するバス

下田バイパス
立山町下田から東中野新に至る約3.4 km、幅員役18.5 mのバイパス道路。北端は北陸自動車道立山ICから南方の延長上にあり、立山町沢端からは町道として当地で折れて現在の旧道と接続している状態が長期間続いた。
その後、バイパスが2001年12月10日に起工式が行われ、2009年11月10日に供用開始されたのに伴い、道源寺交差点から下田交差点を経由して東中野新交差点に至る旧道が県道指定解除された。さらに翌年の2010年5月26日には、立山町五百石から人家が連担して曲がり角のあった立山市街地を通過する経路から、沢端から一直線に南下して東中野新交差点に至る経路に変更されている。
立山有料道路
立山黒部アルペンルートの一部になっている有料道路。通年でマイカー規制を行っており、バス、緊急自動車など限られた車両以外は通行できない。

### 重複区間

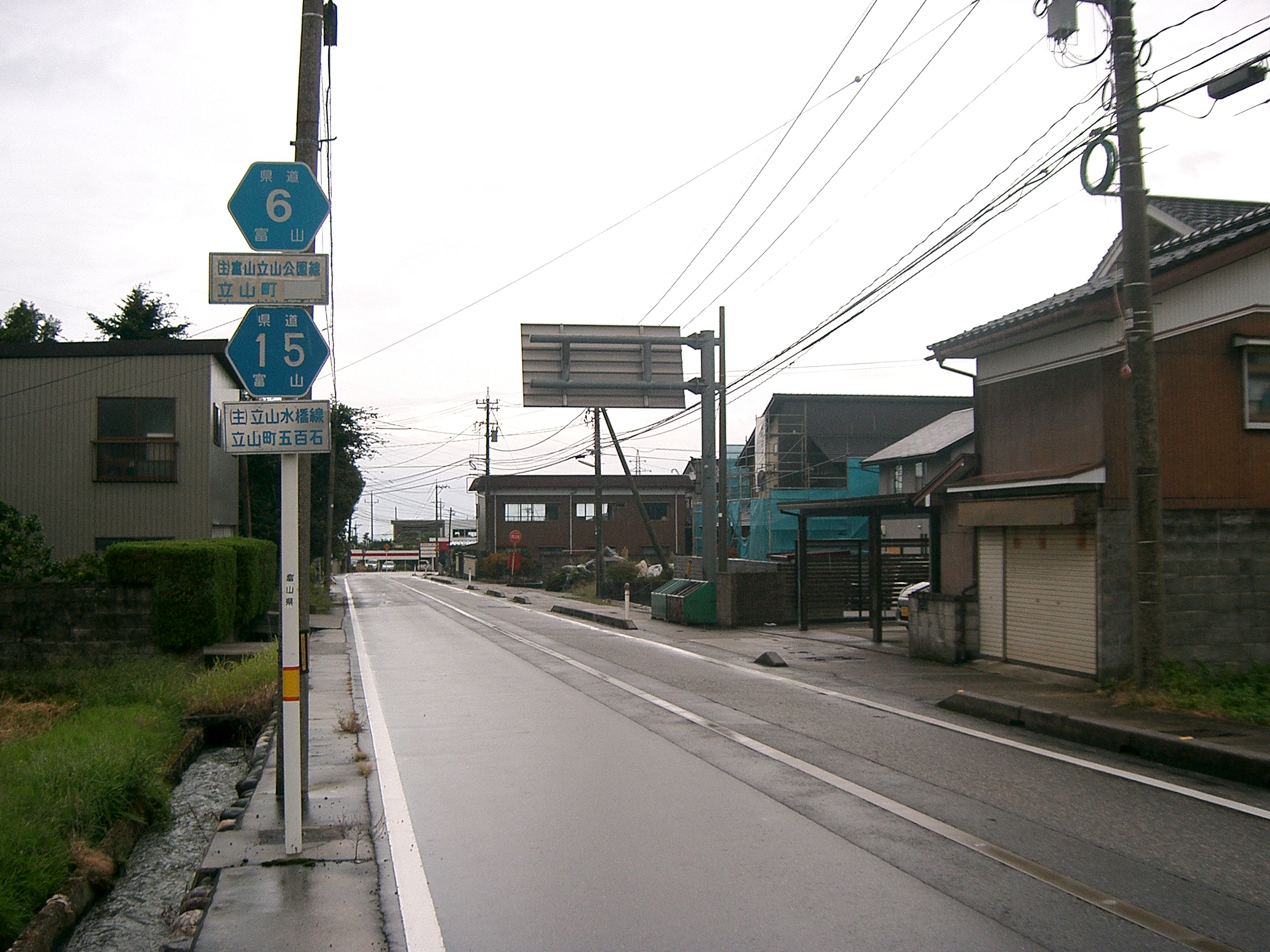
立山町五百石にて北を望む。富山県道15号立山水橋線との重複区間。

- 富山県道56号富山環状線（富山市天正寺・天正寺交差点 - 富山市開・開（北）交差点）
- 富山県道161号岩峅寺大石原水橋線（中新川郡舟橋村東芦原・東芦原交差点 - 中新川郡立山町五郎丸）
- 富山県道15号立山水橋線（中新川郡立山町二ッ塚・二ッ塚交差点 - 中新川郡立山町五百石）
- 富山県道3号富山立山魚津線（中新川郡立山町五百石 - 中新川郡立山町沢端）

## 地理

### 通過する自治体
- 富山市
- 中新川郡立山町

### 交差する道路

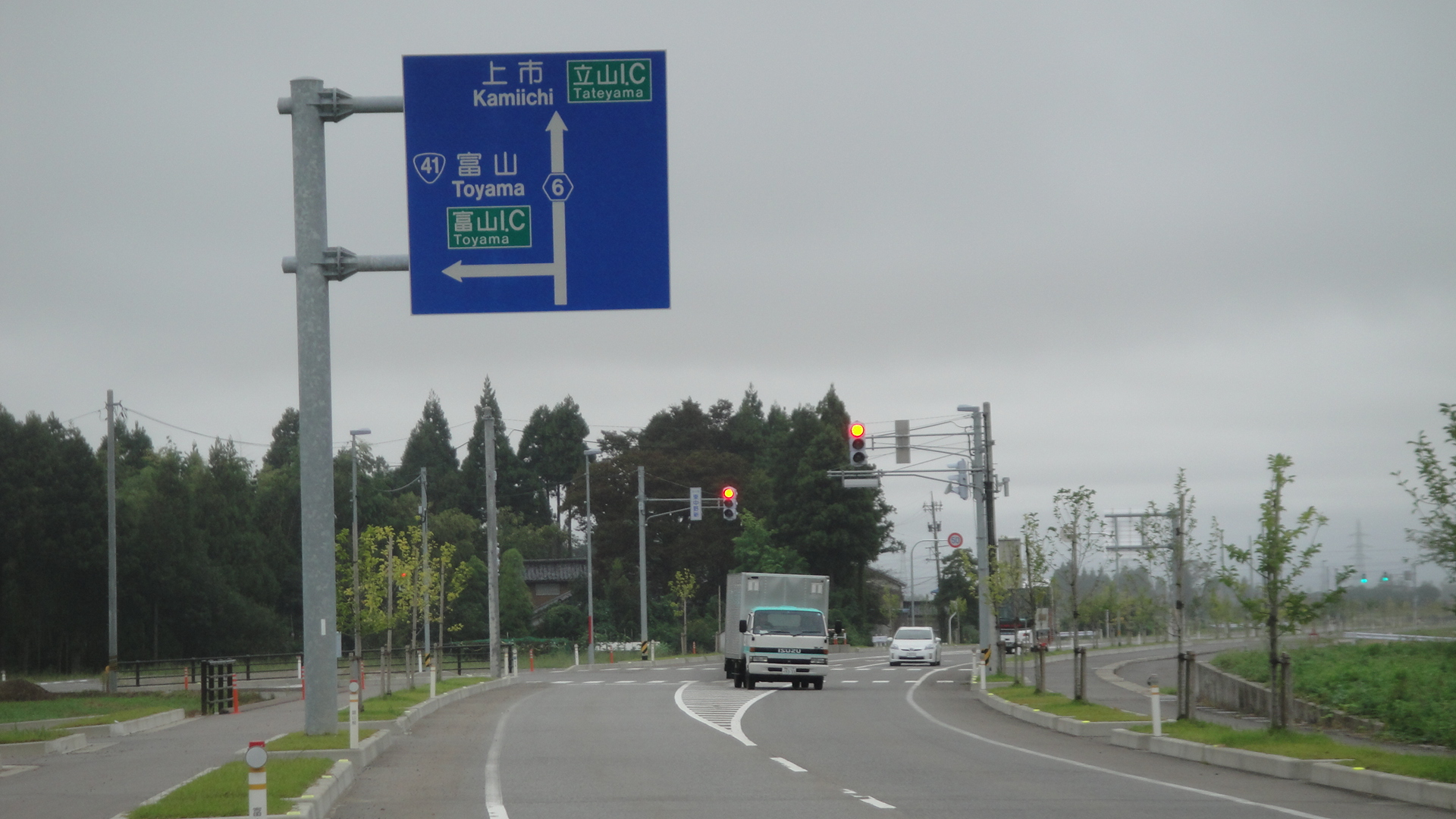
立山あるぺん村付近

- 富山県道43号富山上滝立山線（富山市堤町通り1丁目・西町交差点、起点）
- 富山県道65号富山大沢野線（富山市石金3丁目・石金交差点）
- 富山県道56号富山環状線（富山市天正寺・天正寺交差点）
- 富山県道56号富山環状線・富山県道175号新庄大山線（富山市開・開（北）交差点）
- 富山県道365号流杉町袋線（富山市藤木・藤木交差点）
- 富山県道68号富山外郭環状線（中新川郡立山町利田曽我・利田曽我交差点）
- 富山県道161号岩峅寺大石原水橋線（中新川郡舟橋村東芦原・東芦原交差点）中新川郡立山町五郎丸
- 富山県道161号岩峅寺大石原水橋線（中新川郡立山町五郎丸）
- 富山県道147号立山舟橋線（中新川郡立山町横沢・横沢交差点）
- 富山県道15号立山水橋線（中新川郡立山町二ッ塚・二ッ塚交差点）
- 富山県道3号富山立山魚津線（中新川郡立山町五百石）
- 富山県道3号富山立山魚津線（中新川郡立山町沢端）
- 富山県道167号日中五百石線（中新川郡立山町江崎・江崎交差点）
- 富山県道166号谷口沢新線（中新川郡立山町沢新）
- 富山県道168号小又下段線（中新川郡立山町下段）
- 富山県道157号寺坪上市線・富山県道162号西大森寺坪線（中新川郡立山町寺坪・寺坪交差点）
- 富山県道15号立山水橋線・富山県道378号松倉宮路線（中新川郡立山町宮路・宮路（東）交差点）
- 富山県道182号原千垣停車場線（中新川郡立山町芦峅寺）
- 富山県道67号宇奈月大沢野線（中新川郡立山町芦峅寺）
- 富山県道43号富山上滝立山線（中新川郡立山町芦峅寺）
- 富山県道170号弘法称名立山停車場線（中新川郡立山町芦峅寺舟坂外）
- 立山有料道路桂台料金所（中新川郡立山町芦峅寺舟坂外）
- 立山有料道路追分料金所（中新川郡立山町芦峅寺弥陀ヶ原、終点）